# Auguste Raffet
Auguste Raffet, sau Denis Auguste Marie Raffet, (n. 2 martie 1804, Paris, Prima Republică Franceză – d. 16 februarie 1860, Genova, Regatul Sardiniei) a fost un desenator, gravor și pictor francez. Opera sa a contribuit la difuzarea epopeii napoleoniene.

## Biografie
Născut pe 2 martie 1804 la Paris, a început ca decorator de porțelan la Manufactura națională din Sèvres.
Atras de pictură, își începe ucenicia în atelierul pictorului Suisse, apoi trece în cel a lui Antoine-Jean Gros, iar mai apoi în cel a lui Nicolas-Toussaint Charlet.
S-a consacrat desenului litografic și acuarelei după un eșec la concursul Premiul Romei, fapt ce l-a făcut să neglijeze pentru moment pictura istorică.
În 1837 participă la o expediție științifică francezo-rusă în Rusia Meridională condusă de prințul Anatole Demidoff. Din această călătorie au rămas o serie de planșe publicate în albumul Voyage en Crimée.
În album sunt incluse și imagini din Țările Române, ca și descrierea lor în text.

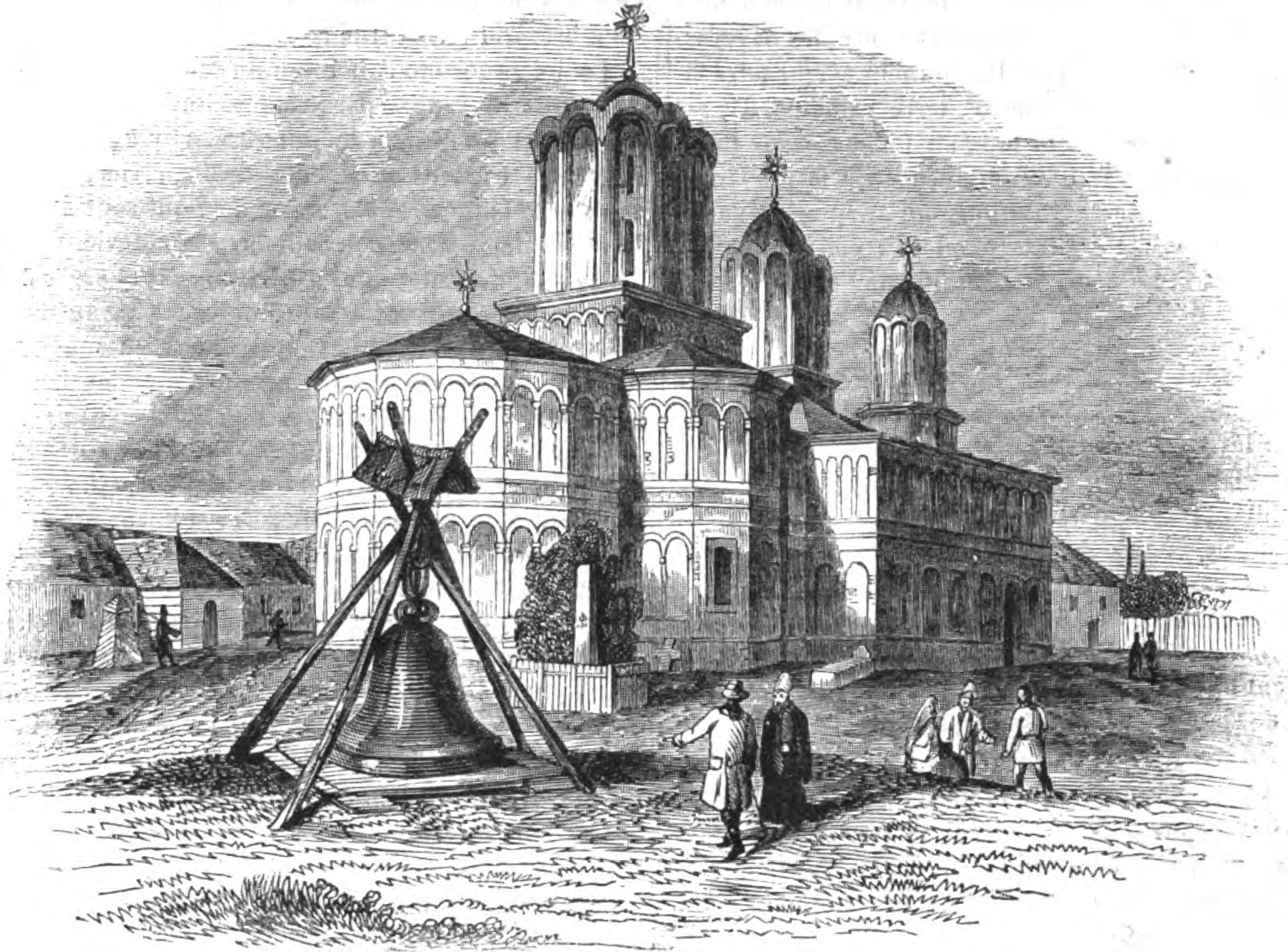
Biserica Mitropoliei din București, gravură de Auguste Raffet

A ilustrat multe din momentele epocii napoleoniene.
A desenat asediul orașului Anvers (1832), cucerirea Algeriei și asediul Romei de către trupele franceze în 1849. Atras de povestirile istorice ale lui Adolphe Thiers, a ilustrat în gravuri campania lui Napoleon în Egipt.
Raffet a murit la Genova la data de 16 februarie 1860.
Corpul i-a fost înhumat mai târziu în cimitirul Montparnasse. Un catalog cuprinzând opera sa a fost publicat în 1863 de Hector Giacomelli.